# شارل فابری

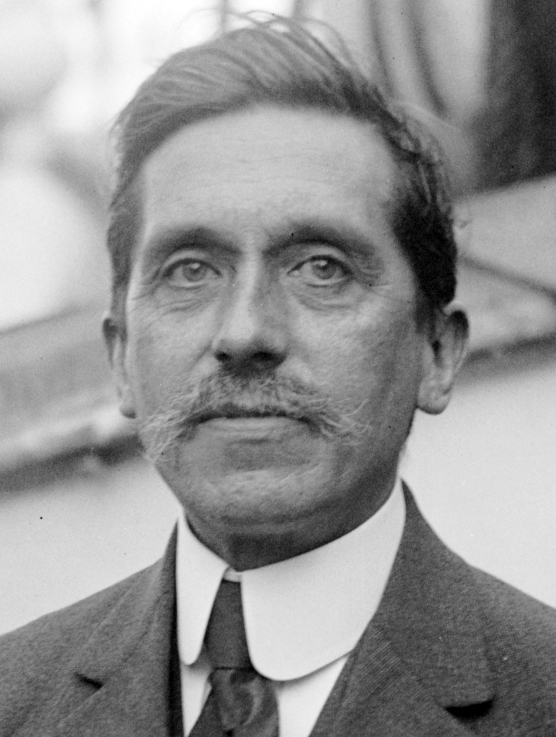
شارل فابری.

ماری پل اگوست شارل فابری (به فرانسوی: Marie Paul Auguste Charles Fabry؛ زادهٔ ۱۱ ژوئن ۱۸۶۷ در مارسی؛ درگذشتهٔ ۱۱ دسامبر ۱۹۴۵ در پاریس) یک فیزیک‌دان فرانسوی بود که به همراه هنری بویسون، لایه اوزون را در سال ۱۹۱۳ کشف‌کرد.

## جوایز و افتخارات
- نشان هنری دراپر (۱۹۱۹)
- مدال فرانکلین (۱۹۲۱)